# Batalha de Grunwald

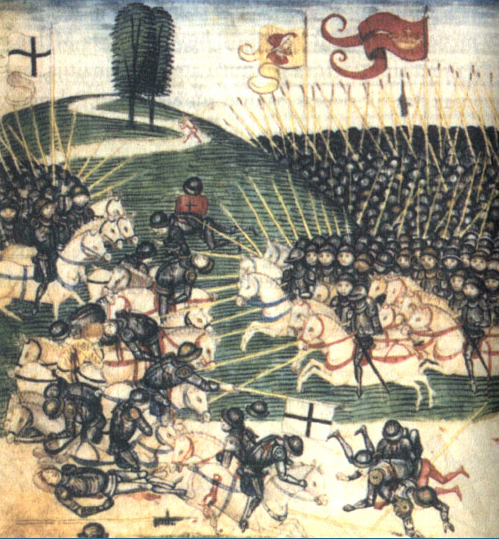
Batalha de Grunwald

A Batalha de Grunwald, também conhecida como Primeira Batalha de Tannenberg, ocorreu em 15 de Julho de 1410, opondo os exércitos Polaco-Lituano e seus aliados, aos exércitos da Ordem dos Cavaleiros Teutónicos. Foi a batalha que decidiu o desfecho das Guerras Polaco/Lituano-Teutónicas (1409-1411), e uma das maiores das que tiveram lugar na Europa medieval.
A derrota dos exércitos dos Cavaleiros Teutónicos nesta batalha fez com que a Ordem não mais lograsse recuperar a sua influência na região.